# Selenocosmia tahanensis
Selenocosmia tahanensis är en spindelart som beskrevs av H. C. Abraham 1924. Selenocosmia tahanensis ingår i släktet Selenocosmia och familjen fågelspindlar. Inga underarter finns listade i Catalogue of Life.